# 승상배
승상배(1921년 11월 21일~ 2009년 5월 16일)는 동화기업의 창립자이다.

## 생애
정주시 출신으로 1944년 만주국에서 서울로 귀국해 1948년에 목재회사를 세웠다. 남북분단에 따라 실향민이 되었다.
1970년 동화기업이 인도네시아에 진출하였으며, 현지법인은 장남인 승은호가 물려받고 코린도 그룹을 승계받았다.
전처와 5남2녀를 두었다가, 아내가 사별하자 예술가 김옥랑과 재혼해 막내아들 승현준을 얻었다.
한국에 있는 동화그룹은 5남인 승명호가 물려받았고, 승현준은 포레스코를 물려받았다.